# Oreophryne brachypus
Oreophryne brachypus és una espècie de granota que viu a Papua Nova Guinea.